# Pontão
Pontão é um município brasileiro do estado do Rio Grande do Sul.

## História
Pontão é um município brasileiro do Estado do Rio Grande do Sul. Localiza-se a uma latitude 28º03'33" sul e a uma longitude 52º40'38" oeste, estando a uma altitude de 683 metros. Possui uma área de 524,35km² e sua população estimada em 2021 era de 3.898 habitantes.
Etimologia:
O nome do município é originário de uma Ponta de Mato que avança sobre o campo, ponto de passagem e acampamento dos antigos tropeiros de mula.
Pontão teve sua origem na divisa de duas grandes fazendas, a Fazenda Sarandi e a Fazenda do Cedro, em 1824.  Pontão era um povoado situado na ponta da fazenda Sarandi, que, em 1906, foi vendida a José Antônio Lápido, uruguaio que residia em Montevidéu.
No dia 16 de junho de 1922 foi doado por Júlio de Mailhos, Luiz Mourino e José Antônio Lápido uma área de 156.250m² de terras de campo, área, que era parte integrante da fazenda do Sarandi e tinha os seguintes limites:
     Ao norte e leste dividia-se com a fazenda do Sarandi por uma cerca de arame.
     Ao sul com a fazenda do cedro dividia se por um valo;
     Ao oeste com a sombra do mato, até encontrar o prolongamento da cerca.
O nome Pontão deu-se com a parada obrigatória dos tropeiros que vinham da fronteira e iam para São Paulo com grandes pontas de gado e muares. Com isso a localidade atraiu o comércio e as hospedarias. Os fazendeiros da região, Mailhos, Mourino e Lápido como já foi dito, doaram essas terras para a construção de uma Igreja, com isso a comunidade começou a crescer.   
A primeira escola foi construída na fazenda Sarandi em terras doadas pelos uruguaios, alguns hectares foram desapropriados em 1971 para a construção da hidrelétrica de Passo Real, e em 1985 oito mil colonos ocuparam a fazenda Annoni, a reforma agrária viabilizou a emancipação com o aumento populacional.
No dia 20 de março de 1992, perante a Lei nº. 9.604, aprovado pela Assembléia Legislativa do Estado, sancionada e promulgada pelo Governador da época Alceu Collares, deu-se então a criação do município de Pontão.

## A Fazenda Annoni
Na madrugada de 29 de outubro de 1985, 1.500 famílias de camponeses, sob a coordenação do Movimento dos Trabalhadores Rurais Sem Terra (MST), ocupam a Fazenda Annoni, a maior do Rio Grande do Sul, na região de Pontão. A invasão forçaria a intervenção das autoridades estaduais e federais para garantir o assentamento de quase 450 famílias.
Cada uma delas recebeu um lote de 15 hectares. O Instituto Nacional de Colonização e Reforma Agrária (Incra) viu-se também obrigado a encontrar terras em outros locais para assentar as demais famílias. Essa foi a primeira grande ação promovida pelo então recém-criado MST.
Com 9.250 hectares, a fazenda era objeto de antiga disputa judicial entre a família Annoni e o Estado, que havia chegado a desapropriar as terras.
Outros dois marcos da luta dos camponeses no Rio Grande do Sul estão situados a poucos quilômetros do local: a Fazenda Sarandi, desapropriada em 1962 pelo então governador Leonel Brizola, e a Encruzilhada Natalino, onde foi instalado o primeiro grande acampamento de sem-terra em 1981.